# Takayoshi Ōmura
Takayoshi Ōmura (大村孝佳?, Ōmura Takayoshi, spesso traslitterato come Takayoshi Ohmura; Osaka, 26 dicembre 1983) è un chitarrista giapponese.
Suona il pianoforte da quando aveva 3 anni. Ha iniziato a suonare la chitarra acustica all'età di 11 anni, mentre a 14 anni quella elettrica. Nel 2005 ha fondato il gruppo Cross Hard.

## Gruppi

### Takayoshi Ōmura
Anche se è un artista solista, Ōmura ha dei membri per il supporto live.
- Takayoshi Ōmura - Chitarra
- NOV - Voce
- Kaoru - Basso
- Ayuko - Tastiera
- Tadashi Okamoto - Batteria
- Hideyuki Okada - Tastiera
- Tim Miller - Basso
- Toshio Egawa - Tastiera

### Marty Friedman
- Marty Friedman - Chitarra solista
- Takayoshi Ōmura - Chitarra ritmica e solista
- Ryota Yoshinari - Basso
- Mitsuru Fujisawa - Batteria

### Liv Moon
- Akane Liv - Voce
- Takayoshi Ōmura - Chitarra
- MASAKI - Basso
- Tatsuya Nishiwaki - Tastiera
- Suganuma Kouzou - Batteria

### Cross Hard
- Takayoshi Ōmura - Chitarra
- Kouhey - Voce
- Kaoru - Basso
- Teru - Tastiera
- Shingo - Batteria

### Gloria
- Takayoshi Ōmura - Chitarra, cori
- Kaoru - Voce, basso
- Yuki Aoyama - Batteria

## Chitarre
Takayoshi Ōmura usa il suo ESP Custom Guitars Artist Series.
- ESP SE Ohmura Custom "Red"
- ESP Snapper Ohmura Custom "Brass Red"
- ESP Snapper Ohmura Custom "Eclipse Gold"
- ESP Snapper Ohmura Custom "Royal Silver"
- ESP Snapper-7 Ohmura Custom "Twinkle Pink" (7 Strings)
- ESP M-SEVEN Ohmura Custom "Golden Moon" (7 Strings)

Altre chitarre:
- ESP Snapper Ohmura Custom "Honey Blond"
- ESP MA-CTM/QM
- ESP M-SEVEN (7 Strings)
- ESP M-SEVEN (7 Strings)
- ESP M-II Ohmura Custom "MKAFBS Vinyl"

## Equipaggiamento
- Amplificatori

Marshall JCM800 2203 + JVM410H + JCM800 2203KK + JCM900 SL-X + Marshall Vintage Modern 2246
- Effetti chitarra e accessori

Sobbat DB-1 Drive Breaker 

BOSS NS-2 Noise Suppressor 

BOSS TU-2 Chromatic Tuner 

BOSS DD-3 Digital Delay 

BOSS CH-1 Super Chorus 

BOSS PH-3 Phase Shifter 

BOSS PS-5 Super Shifter 

BOSS GT-10 Guitar Effects Processor 

Bootleg Dr. Mid Rich 

Providence Anadime Chorus 

Budda Wah Pedal 

TC-Electronics G-Major 

EX-PRO Wireless System 

Custom Audio Japan Mixer 

Custom Audio Japan Power Supply

## Discografia
- Nowhere to Go (2004)
- Eclipse From East (with Cross Hard) (2005)
- Power of Reality (2006)
- Emotions in Motion (2007)
- MOTIF (with Gloria) (2008)
- Acrobatic Road (with GLORIA) (2009)
- V.A. - SOUND HOLIC - Metallical Astronomy (2010)
- Blazblue Song Accord 1 with Continuum Shift (with A.S.H) (2010)
- Blazblue Song Accord 2 with Continuum Shift (with A.S.H) (2011)
- Hardcorps : Uprising (2011)
- ALTER WAR IN TOKYO (with DATE COURSE PENTAGON ROYAL GARDEN) (2011)